# 李玹
李玹，字廷儀，又稱李四郎，是五代十國之前蜀時期的煉丹研究者。

## 生平
李玹父親曾隨唐僖宗前往四川。前蜀時代，李玹被授予率府率職位。他以販賣香藥謀生，又專注於研究金丹等。他也擅長下棋。晚年時，他（因為耗資煉丹）家裡沒有剩下的財富，只有道教典籍和藥囊。
李玹有一兄長李珣，詩人兼藥學家；妹李舜弦，前蜀皇帝王衍的昭儀。他的祖先來自波斯國。

## 宗教背景
李氏家族的宗教信仰有三種說法，祆教、景教或者道教。李舜弦的一闋詞中有描述一種祆神維施帕卡使用的武器。黎國韜認為李氏兄妹信奉祆教，並因此影響前蜀皇帝王衍奉教。羅香林認為李氏家族信奉景教，因為大多數景教教士在藥材醫學方面造詣很高，他們通常一邊傳教一邊行醫。不過李珣也留有兩闋《女冠子》描繪女道士的節操，並在《海藥本草》中記述了很多和道教煉丹術（類似西方鍊金術）有關的藥材。陳明在學術論文中稱他更傾向於羅香林的觀點，認為李氏兄妹很可能是受了道教影響的景教徒。

## 另見
- 川主與祆教的關聯